# Józan ész
A józan ész fogalma olyan hitet vagy világértelmezést ír le, amely a legtöbb ember számára értelmesnek látszik, és helyes ítéletalkotásról tanúskodik, olyan meglátás, amely nem támaszkodik ezoterikus ismeretekre. Angol megfelelője (common sense) jól mutatja, hogy közös, mindenki által megélhető és osztott érzéki és értelmezési tapasztalatról van szó, nem arról, hogy valaki kábítószer nélkül látja a világot. Ezek a nézetek és felfogások rendszerint empirikus (tapasztalati) vizsgálatok és tanulmányok után, vagy a mindennapi tapasztalat során alakulnak ki.  
A filozófusok vitatkoznak a kifejezés jelentésén, és a "házilag", önkényesen gyártott, mások által nem megélt nézeteket választják el segítségével. A fogalom örökzöld témának számít, rokonságban van a filozófiai intuícióval vagy megérzéssel, az elméletet megelőző hittel vagy felfogással, a köznyelvi fogalmakat használó filozófiával, az összefüggés problémával, a hit alapkérdéseivel, az endoxával, és az axiómákkal.
A józan ész a világ eseményeit, történéseit stb. az emberi tapasztalattal igyekszik összefüggésbe hozni, így az az emberi léptékkel, az emberi nagyságrenddel arányos felfogás. Következésképpen nincsen a józan ész szerinti megélhető képünk például az univerzum atomnál kisebb részecskéinek viselkedéséről, vagy a fénysebességet megközelítő sebességről.
A hétköznapi, érzékszerveinkkel segítség nélkül felfogható életben a józan ész kifejezést a dolgokkal kapcsolatos véleményünkben használjuk, főleg abban az értelemben, hogy mi felel meg, és mi nem felel meg a józan észnek, vagy a józan ész kívánalmainak.
Így nem vall józan észre, ha valaki nem az emberi logika, gondolkodás, tradíció, elvárások stb. szabályai szerint cselekszik, mond valamit vagy lát, fog fel dolgokat. Természetesen ezért a józan ész szónak a használata az érvelésben abszolút ingoványos talajra visz, mert ebből a szempontból nagy a véleménykülönbség még nemzetek, országok, kultúrák és korszakok között is.